# Rhynchonema ceramotos
Rhynchonema ceramotos is een rondwormensoort uit de familie van de Xyalidae. De wetenschappelijke naam van de soort is voor het eerst geldig gepubliceerd in 1974 door Boucher.